# Markocice
Markocice (do roku 1945 pojmenovaná Markersdorf) je vesnice na jihu Polska, část města Bogatynia, od kterého se nachází jihovýchodně. Pojmenována je podle stejnojmenného vrchu (340 m n. m.), který leží severně od vsi. Vlastní vesnice je významná výskytem jedné z největších skupin zděných, dřevěných i hrázděných lužickosrbských domů vystavěných v 18. a 19. století nacházejících se v podhůří Jizerských hor. Domy jsou koncentrovány především v ulicích Dąbrowskiego, Głównej a Nadrzecznej.
Mezi roky 1884 a 1961 sem vedla úzkorozchodná železniční trať ze Žitavy, u vesnice byl do roku 1945 železniční hraniční přechod v Heřmanicích.